# Antyproton
Antyproton – cząstka elementarna będąca antycząstką protonu — różniąca się od niego głównie odwrotnym ładunkiem elektrycznym, momentem magnetycznym, i liczbą barionową — lecz mająca tę samą masę i czas życia.
Antyproton według Modelu Standardowego jest cząstką złożoną, zaliczaną do hadronów, a ściślej barionów, i jest zbudowana z trzech antykwarków: dwóch antykwarków górnych "{\displaystyle {\bar {u}}}" i jednego antykwarka dolnego "{\displaystyle {\bar {d}}}" (układ '{\displaystyle {\bar {u}}{\bar {u}}{\bar {d}}}) związanych silnym oddziaływaniem przenoszonym przez gluony.
Oddziaływanie protonu z antyprotonem powoduje ich anihilację. W odpowiednich warunkach przed anihilacją mogą utworzyć protonium.
Antyproton został odkryty w 1955 r. przez O. Chamberlaina, E. Segrègo, C. Wieganda i Th. Ypsilantisa.

## Występowanie w naturze
Antyprotony występują również w naturze. Odnajdywane są w promieniowaniu kosmicznym docierającym do Ziemi, oraz w pasach Van Allena. Przypuszcza się, że większość z tych antyprotonów ma pochodzenie wtórne – powstają w wyniku oddziaływania promieniowania kosmicznego z materią międzygwiezdną.

## Antypierwiastki
Ponieważ antymateria jest w zasadzie identyczna do "normalnej" materii, teorie o stworzeniu antypierwiastków zaistniały od momentu kiedy Paul Dirac ogłosił przewidzianą cząstkę negatywną, czyli antyproton (wówczas przemowy swojej przyjmując Nagrodę Nobla w 1933 r). Realizacja pierwszego antypierwiastka zajęła kolejne 62 lata — w 1995 roku, stworzono po raz pierwszy antywodór. Te pierwsze wyniki ledwo trwały dość długo by być potwierdzone (ułamki sekundy), ze względu na brak sprzętu zdolnego na przechowywanie nowych antyatomów w otoczeniu, gdzie mogłyby być ochronione od styku z normalnymi pierwiastkami. Nowe sposoby używania m.in. laserów pulsowych umożliwiły bezpieczne zawieszenie świeżych antyatomów — w czerwcu 2011 r., drużyna ALPHA ogłosiła sukces w utrzymywaniu antywodoru przez ponad 1000 s (ponad kwadrans).